# أرت لانغلي
أرت لانغلي (بالإنجليزية: John Langley) هو لاعب هوكي الجليد أمريكي، ولد في 25 يونيو 1896 في ماساتشوستس في الولايات المتحدة، وتوفي في 5 مارس 1967 في يوستيس في الولايات المتحدة.

## وصلات خارجية
- أرت لانغلي على موقع EliteProspects.com (الإنجليزية)
- أرت لانغلي على موقع Eurohockey.com (الإنجليزية)
- أرت لانغلي على موقع أوليمبيديا (الإنجليزية)